# 郭盛 (配音员)
郭盛（5月9日—），中国配音演员、配音导师，效力于北斗企鹅工作室，参与配音的作品有动画《镇魂街》《从前有座灵剑山》等。他是漫威系列人物“绿巨人”的中文指定人声。

## 经历
- 曾在呼伦贝尔艺校跟随陈盛老师系统学习蒙古族民族民间舞。
- 2003年考取北京广播学院（现更名为中国传媒大学）导表演系表演专业。毕业后师从北京人民艺术剧院著名表演艺术家、梅花奖评委王领从事戏剧教学研究。
- 2006年～2014年任教于北京联合大学表演系表演专业。
- 2007年因为《宝可梦系列》中角色小次郎完成声音表演开始职业声音演员生涯，前后为万余部集的影视剧及动画片中的角色完成声音表演。
- 2015年提出“声音演员”（声优的具体称谓）概念，强调声音演员需要从处于从属地位的配音演员的小范围职业定位中分离出来，它们应该是通过职业演员体系的养成并按照艺人属性进行市场化运作的又一类别的演员，从而真正有效实现声音演员在市场中的价值。

## 配音作品
- 主要角色以粗体显示。

### 动画剧集
2009年
- 痞老板(2代)————《海绵宝宝》（美国）

2011年
- 《秦汉英雄传》
- 小次郎————《宝可梦 钻石与珍珠》（日本）

2012年
- 《淮南子传奇》

2013年
- 诺曼•奥斯本/企业家————《蜘蛛侠》（美国）
- 教授————《金刚狼》（日本）

2015年
- 马明————《诡水疑云》
- 奥尔良·香脆————《英雄别闹》
- 暗影楼主————《灵域》
- 外星人A———— 《凸变英雄》
- 绪风————《长歌行》

2016年
- 二郎神————《狠西游》
- 方鹤————《从前有座灵剑山》
- 杨宁————《灵契》
- 暗影楼主————《灵域 第二季》
- 曹焱兵————《镇魂街》
- 领主————《狼心战记》

2017年
- 荣山、胡杰————《一人之下2》
- 孟一奇————《ROBOMASTERS THE ANIMATED SERIES》
- 古海————《万古仙穹》
- 庖卯————《大护法》
- 慢羊羊、宙斯士兵————《十万个冷笑话2》大电影

2018年
- 桃流————《暮光幻影》（日本）
- 姬别情————《剑网三·侠肝义胆沈剑心》
- 荣山（老九）————《一人之下2番外篇 天师下山》
- 芦屋舌夫————《四海鲸骑》
- 墨阳琛、卢怀如————《雪鹰领主》
- 绑匪3————《名侦探柯南》（日本）

2019年
- 斐迪南————《领风者》
- 送外卖的————《汉化日记》
- 姬别情————《剑网三·侠肝义胆沈剑心 第二季》
- 曹焱兵————《镇魂街 第二季》

2020年
- 李饼————《大理寺日志》
- 闻人翊悬————《雾山五行》
- 其他角色————《秦侠》
- 墨阳琛————《雪鹰领主 第二季》

2021年
- 死之加特林————《一拳超人》（日本）
- 布鲁斯·班纳————《无限可能：假如…？》（美国）

2022年
- 闻人翊悬————《雾山五行·犀川幻紫林》

### 动画电影
2009年
- 痞老板————《海绵宝宝历险记》（美国）（CCTV6版）

2016年
- 李洛克————《火影忍者剧场版：慕留人》（日本）
- 贯庭玉梦彦————《蜡笔小新：梦境世界大突击》（日本）
- 布鲁克————《航海王之黄金城》（日本）

2017年
- 小次郎————《宝可梦：波尔凯尼恩与机巧的玛机雅娜》（日本）

2018年
- 扎克————《黑子的篮球：终极一战》（日本）

2019年
- 布罗利————《龙珠超：布罗利》（日本）
- 布鲁克————《航海王：狂热行动》（日本）

2020年
- 小次郎————《宝可梦：超梦的逆袭 进化》（日本）

### 游戏
2017年
- 灵蛇、三绝笔————《梦间集》

2020年
- 斯内克————《梦间集天鹅座》
- 灵枢————《梦间集》

2022年
- 李饼————《食物语》

### 特摄剧
2020年
- 赛罗奥特曼————《泽塔奥特曼》

### 广播剧
2018年
- 绪风————《长歌行》

2019年
- 曹焱兵————《镇魂街》

2020年
- 杨宁————《灵契》